# 長田あつし
長田 あつし（ながた あつし、1940年9月1日 - 2014年8月2日）は、日本の演歌歌手。兵庫県津名郡北淡町（現：淡路市）出身。元殿さまキングスのリーダー。男女デュオ「オヨネーズ」としても成功を収めた。

## 人物
1960年にコミックバンド「ファンキーガイズ」を結成。人気を得る。さらに1967年に「殿さまキングス」を結成。リーダーとして活躍。後に歌謡曲に転向。1973年にリリースされた「なみだの操」は、爆発的なヒットとなった。後に続く「夫婦鏡」「おんなの運命」などもヒットした。
殿さまキングスの解散前年の1989年に杏しのぶとオヨネーズを結成。1990年にリリースしたデュエット「麦畑」は、東北弁でコミカルに歌い上げ、大ヒットした。殿さまキングス解散後はオヨネーズとしての活動を続けた。
2014年8月2日、心不全のため千葉県八千代市内の自宅で死去。73歳没。8月10日に営まれた葬儀・告別式には殿さまキングスのメンバーの一人の宮路オサムら約200人が参列した。戒名は「瑞龍院敬淳皐山瑤玉大居士」（ずいりゅういんけいじゅんこうざんようぎょくだいこじ）。音楽の魂を揺さぶり、人々に与えたという意味が込められている。

## 代表曲 (オヨネーズとして)
- 麦畑
- 小麦ちゃん
- 憧れのハワイ空路

など